# Pinacothèque de Paris
La Pinacothèque de Paris était un musée privé français consacré à l'histoire de l'art. Ce musée a monté durant sa période d'activité (2003 à 2016) des expositions temporaires dont certaines ont été exportées à l'international.

## Histoire
La Pinacothèque de Paris a ouvert ses portes le 15 juin 2007 au 28 place de la Madeleine dans le 8e arrondissement de Paris, après avoir été hébergée un temps au 30 bis rue de Paradis dans le 10e (où une exposition Picasso intime eut lieu à l'automne 2003).
En janvier 2011, elle inaugure un nouvel espace de près de 3 000 m2, à quelques pas du site actuel. Ces salles d’exposition (accessibles par le 8, rue Vignon, au croisement avec la rue de Sèze) s’apparentent à un cabinet d’amateur.
En plus des « Collections », ces nouveaux espaces accueillent régulièrement des expositions consacrées aux grandes collections et à leurs propriétaires. Des artistes de toutes les époques, écoles et mouvements se côtoient : Tintoret, Picasso, Rembrandt, Duchamp, Boucher, Derain, de Hooch, Severini…
Le 30 mai 2015, un autre musée est ouvert sous l'enseigne Pinacothèque, à Singapour, dont la gestion est néanmoins dissociée de celle de la maison mère. Marc Restellini, le fondateur et PDG de la Pinacothèque de Paris, n'y occupe qu'une fonction de « chairman », sans rôle exécutif. Elle accueille notamment certaines des expositions présentées à Paris.
En novembre 2015, la Pinacothèque de Paris est placée en redressement judiciaire à cause d'une forte baisse de fréquentation, notamment due à la crise économique qui frappe l'ensemble des musées. Elle ferme son site parisien le 15 février 2016, en souhaitant retrouver à terme de nouveaux locaux.
L'antenne à Singapour a continué son activité jusqu'en avril 2016. Néanmoins les difficultés de la maison-mère de Paris, ajoutée à plusieurs malfaçons au niveau du bâtiment ayant conduit à mettre en péril certaines œuvres ainsi que différents procès et réclamations des salariés, conduisent à retirer les toiles du musée, entraînant la fermeture de ce dernier,.
La fermeture des deux musées entraîne des impayés importants, estimés à dix millions d'euros : selon le magazine Télérama, le loyer du site parisien n'avait notamment pas été payé depuis deux ans au moment de la fermeture Déjà, au mois de mai 2015, la société de gardiennage employée par la Pinacothèque avait fait part d'importants retards de paiement, ayant entraîné des mouvements sociaux.
L'homme d'affaires suisse Yves Bouvier, actionnaire de l'antenne de Singapour de la Pinacothèque de Paris, est mis en cause dans des affaires d'escroquerie sur le marché de l'art,. Yves Bouvier affirme néanmoins que ces éléments étaient infondés et qu'il n'a aucun lien avec la Pinacothèque de Paris.

## Présentation

### Bâtiment
L'espace se situant au 28 place de la Madeleine offre environ 2 000 m2 répartis sur trois niveaux : un sous-sol, un rez-de-chaussée et un premier étage animé par l’architecture particulière des coursives courant le long des entrepôts du XIXe siècle.
Les nouvelles salles d'exposition se situent au 8 rue Vignon, sur deux niveaux : l'un consacré aux « Collections », l'autre accueillant des expositions temporaires.
Chacun des deux sites accueillait une boutique et une librairie.
L'architecte chargé de la conception du bâtiment fut Laurent Guinamard-Casati, architecte du patrimoine.

### Le projet artistique
Marc Restellini lance la Pinacothèque de Paris en 2003 avec une exposition sur Picasso présentant des œuvres inédites en France.
C’est au 28, place de la Madeleine que le premier musée privé parisien rouvre ses portes en juin 2007. Répartie sur trois niveaux, la Pinacothèque de Paris accueille des expositions temporaires d’envergure internationale. Ces manifestations, qui étudient des périodes et des espaces rarement explorés et habituellement cloisonnés, passant de l’archéologie à l’art contemporain, vont permettre à la Pinacothèque de Paris d'affirmer son identité et de se positionner dans le paysage culturel parisien comme un lieu de culture comptant parmi les plus dynamiques de la capitale.
Par cette approche inédite, la Pinacothèque de Paris cherche à rendre l’art accessible au plus grand nombre, par une programmation diversifiée et originale et des artistes rarement exposés en France, tels que Georges Rouault, Jackson Pollock, Suzanne Valadon et Maurice Utrillo, ou encore Edvard Munch. La Pinacothèque de Paris a également présenté les créations de grandes civilisations : les mystérieux Guerriers de Xi’an en terre cuite, les fabuleux ouvrages d’orfèvrerie inca et les masques de jade mayas. Elle a aussi appliqué les concepts de transversalité et de relecture d’artistes dans des expositions qui restent encore aujourd’hui des références, telles que Pollock et le Chamanisme, qui replaçait Pollock pour la première fois dans son rapport aux arts primitifs et amérindiens, ou encore Giacometti et les Étrusques présentant pour la première fois les preuves historiques et scientifiques d’un rapprochement qui n’était jusque-là que supposé entre les deux mondes.[réf. nécessaire]
Le nouvel espace ouvert en janvier 2011 (accessibles par le 8 rue Vignon) accueillait des expositions consacrées aux grandes collections et à leurs propriétaires.

### Modèle économique
La Pinacothèque de Paris repose sur un modèle économique différent de la plupart des grands musées parisiens, en fonctionnant sans aucune aide publique. La billetterie représente sa principale source de revenus. La chute de fréquentation consécutive aux attentats de 2015 ne permet plus de supporter des frais fixes élevés (environ 300 000 euros mensuels de loyers) et serait, selon son fondateur, la raison de la fermeture début 2016. D'autres commentateurs soulignent les difficultés de trésorerie et de gestion anciennes, avec un déficit de 2,3 millions d'euros en 2014, l'opacité des sociétés propriétaires de la Pinacothèque et des contentieux avec des prestataires et des partenaires.
Le musée aurait accueilli chaque jour plus de 4 000 visiteurs, plaçant la Pinacothèque parmi les 5 musées les plus visités de la capitale avec le musée du Louvre, le Grand Palais, le musée d'Orsay et le Centre Georges-Pompidou. Ce succès lui attire notamment de nombreuses critiques de la part des conservateurs de musées publics, mais on estime en 2017 que les chiffres de fréquentation ont été falsifiés à la hausse.

## Liste des expositions
- 2003 :
  - Picasso Intime (7 novembre 2003 - 28 mars 2004). Cette exposition, conçue et organisée par Marc Restellini, se base sur plus de 90 tableaux, dessins et collages de l'artiste. Ces derniers ont été donnés par Picasso à Jacqueline Roque, sa seconde épouse. Il s'agit de la première exposition française présentant ces œuvres par ailleurs très célèbres.
- 2007 :
  - Chaïm Soutine : le Fou de Smilovitchi (10 octobre 2007 – 27 janvier 2008): première exposition sur l'artiste russe depuis 33 ans. Marc Restellini a lancé cette exposition en étudiant le portrait que Modigliani avait fait de Soutine, donnant de celui-ci une image quasi mystique. Incompris, voire marginalisé, le travail de Soutine a longtemps été enfermé dans des clichés liés à ses origines juives. L'exposition s'attache à mettre en lumière à travers 80 tableaux dont la plupart n'ont jamais été exposés, le talent de l'artiste à transcrire l'âme et la personnalité de ses modèles et sa démarche visionnaire comme précurseur des artistes majeurs contemporains[21].
  - Roy Lichtenstein : Évolution (15 juin 2007 - 23 septembre 2007) (sélection de 97 œuvres réalisées entre 1966 et 1997) : L'exposition présente le travail d'un des artistes les plus représentatifs du Pop Art Américain en se focalisant sur une vision complète des différentes étapes du procédé de création de l'artiste. Organisation : Fondation Roy Lichtenstein (New York) et Fondation Juan March (Madrid). Commissaire : Jack Cowart, directeur exécutif de la Fondation Roy Lichtenstein, New York.
- 2008 :
  - Atelier Man Ray (5 mars 2008 - 2 juin 2008)
  - Les Soldats de l'Éternité, l'armée de Xi'an (15 juin 2008 - 14 septembre 2008)
- 2008-2009 :
  - Georges Rouault (17 septembre 2008 - 18 janvier 2009)
  - Jackson Pollock et le chamanisme (15 octobre 2008 - 15 février 2009)
- 2009 :
  - Suzanne Valadon - Maurice Utrillo (12 mars 2009 - 15 septembre 2009)
  - Carte Blanche à Hervé di Rosa, Hommage à Maurice Utrillo (19 juin 2009 - septembre 2009)
- 2009-2010 :
  - L'Âge d'Or hollandais, de Rembrandt à Vermeer (7 octobre 2009 - 7 février 2010)
- 2010 :
  - Edvard Munch, ou l'« Anti-Cri » (19 février 2010 - 18 juillet 2010)
- 2010-2011 :
  - L'Or des Incas - Origines et mystères (10 septembre 2010 - 6 février 2011)
- 2011 :
  - Les Romanov, Tsars collectionneurs (L'Ermitage, la Naissance du Musée Impérial) (26 janvier - 15 septembre 2011)
  - Les Esterházy, Princes collectionneurs (La Naissance du musée) (26 janvier - 15 septembre 2011)
  - Le Voyage imaginaire d'Hugo Pratt (17 mars 2011 - 21 août 2011)
- 2011-2012
  - Giacometti et les Étrusques (16 septembre 2011 - 8 janvier 2012)
  - Expressionismus et Expressionismi, Berlin-Munich 1905-1920 (13 octobre 2011 - 11 mars 2012)
  - Ilone et George Kremer, Héritiers de l'âge d'or néerlandais (27 octobre 2011 - 25 mars 2012)
- 2012
  - Les masques de jade mayas (26 janvier - 10 juin 2012)
  - Modigliani, Soutine et l'aventure de Montparnasse (4 avril - 9 septembre 2012)
- 2012-2013 (3 octobre 2012 - 17 mars 2013) :
  - Van Gogh (Rêves de Japon) confronté à Hiroshige (l'Art du voyage)
- 2013 (18 avril - 8 septembre 2013) :
  - L'Art nouveau, la révolution décorative
  - Tamara de Lempicka
- 2013-2014 (11 octobre 2013 - 16 mars 2014) :
  - Goya et la modernité
  - La dynastie Brueghel
  - Chu Teh-Chun, les chemins de l'abstraction
- 2014 :
  - Le Mythe Cléopâtre (10 avril - 7 septembre 2014)
- 2014-2015 :
  - Le Kâma-Sûtra : spiritualité et érotisme dans l'art indien (2 octobre 2014 - 11 janvier 2015)
  - L’Art de l’amour au temps des Geishas : les chefs-d’œuvre interdits de l’art japonais (6 novembre 2014 - 15 février 2015)
- 2015 :
  - Au temps de Klimt, la Sécession à Vienne (12 février- 21 juin 2015)
  - Le Pressionnisme, les chefs-d'œuvre du graffiti sur toile (12 mars - 18 octobre 2015)
  - De Rubens à Van Dyck (10 juillet - 4 octobre 2015)
- 2015-2016 :
  - Karl Lagerfeld, A Visual Journey (16 octobre 2015 - 15 février 2016)
  - Léonard de Vinci, il Genio. Les Secrets révélés du Codex Atlanticus (29 octobre 2015 - 31 janvier 2016)